# Dialetto langarolo
Il dialetto langarolo, detto anche langhetto, è un dialetto della lingua piemontese parlato nella regione storico-geografica delle Langhe. Fa parte del gruppo orientale del piemontese e presenta influenza della lingua ligure e arcaismi che lo rendono un po' distaccato dalle altre varianti del piemontese. Il monregalese, il dialetto di Mondovì (CN), è da alcuni studiosi ritenuto parte di questa varietà.

## Caratteristiche
- Passaggio dalla [ɑ] tonica a [ɒ]
  - muraja > muräja
- Palatizzazione dalla [s] in certe posizioni a [ʃ], come avveniva un tempo in ligure: 
  - seurte > scieurti (uscire)
- Passaggio dalla /l/ a la /r/, tipico arcaismo delle lingue gallo-italiche, e presente ancora in alcuni dialetti conservativi:
  - ël can > ër can il cane
  - Alba > Arba   Alba, in provincia di Cuneo
- Conservazione del suono [dz], scomparso in piemontese moderno (de-afffricato a [z]): es. dodze, piemontese attuale doze oppure dódes (dodici).
- Trattamento del nesso Latino /ct/ in /cc/, presente in altri dialetti gallo-italici, come il monferrino, il lombardo occidentale:
  - neuit > neucc (notte)
- In alcuni casi la /u/ diventa /i/ e la /i/ si trasforma in un dittongo:
  - Turin > Tirèin (Torino)
- In alcuni paesi dell’Alta Langa i consonantici latini /bl/ e /pl/  diventano /c/ o /g/ come in ligure:
  - pieuve > cieuve (ligure: ciêuve) ovvero piove
  - bianch > gianch (ligure: gianco) ovvero bianco
- Assibilazione di [dʒ] a [dz], es. dzëné contro gëné (gennaio).
- Sono presenti vocaboli diversi dalla lingua standard:
  - Guardare è baiché, simile all'occitano beicar, che in Torinese sarebbe Vardè
  - Dove = a landa invece di andova
- Più frequentemente è utilizzata la negazione pa rispetto a nen.

Tuttavia se non si tiene conto di queste particolarità fonetiche e lessicali, la sintassi risulta piuttosto fedele a la koinè piemontese e distaccata dalla lingua ligure.

## Proverbi in Langarolo
Langarolo: S'o sraina 'd neucc, 'r bel teimp o dura paid 'd un euv cheucc.
Torinese: S' a dventa bel ëd neuit, ël bel temp a dura bele coma 'n euv cheuit.
(Se si rasserena di notte il bel tempo dura come un uovo cotto).